# Kraljevina Württemberg
Kraljevina Württemberg (njemački:Königreich Württemberg) je bila država koja je postojala u razdoblju 1806. – 1918. na području Baden-Württemberga. Bila je sljednik Vojvodstva Württemberg nastalog 1495. Prije toga vladari Wurtemberga su vladali na razvalinama Švapskog Vojvodstva koje se raspalo nakon smrti Konradina 1268. godine.